# Großer Preis von Australien 2016
Der Große Preis von Australien 2016 (offiziell 2016 Formula 1 Rolex Australian Grand Prix) fand am 20. März auf dem Albert Park Circuit in Melbourne statt und war das erste Rennen der Formel-1-Weltmeisterschaft 2016.

## Bericht

### Hintergründe
Die beiden Manor-Piloten Rio Haryanto und Pascal Wehrlein sowie Jolyon Palmer (Renault) und das Haas F1 Team debütierten bei diesem Grand Prix in der Formel 1. Mit dem Renault Sport F1 Team kehrte Renault nach sieben Jahren als Werksteam in die Formel-1-Weltmeisterschaft zurück. Die beiden Haas-Piloten Romain Grosjean und Esteban Gutiérrez sowie Renault-Pilot Kevin Magnussen starteten erstmals für ihr neues Team.
Beim Großen Preis von Australien stellte Pirelli den Fahrern die Reifenmischungen P Zero Medium (weiß), P Zero Soft (gelb) und P Zero Supersoft (rot) sowie für Nässe Cinturato Intermediates (grün) und Cinturato Full-Wets (blau) zur Verfügung.
Die beiden DRS-Zonen befanden sich an denselben Stellen wie im Vorjahr, die erste Zone begann auf der Start-Ziel-Geraden genau 762 Meter vor der ersten Kurve, der Jones. Nach der Brabham begann die zweite Zone, die 510 Meter lang war. Es gab für beide DRS-Zonen nur einen Messpunkt, wo der Abstand zum Vordermann ermittelt wurde; er lag 13 Meter vor der Stewart. Bei einem erfolgreichen Überholmanöver auf der Start-Ziel-Geraden durfte demzufolge der dann vorausfahrende Fahrer in der zweiten Zone das DRS erneut verwenden.
Im Vergleich zum Vorjahr gab es nur unwesentliche Veränderungen der Strecke. Ein 25 Meter langes Stück der Geraden vor der Whiteford wurde wegen Bodenwellen neu asphaltiert, außerdem wurden die Curbs am Ausgang der letzten Kurve um vier Meter verlängert. Am Ausgang von Kurve 5 wurden Mauer und Reifenstapel neu ausgerichtet.
Als amtierender Weltmeister ging Lewis Hamilton in die Saison.
Max Verstappen (acht), Marcus Ericsson, Nico Hülkenberg (jeweils vier), Kimi Räikkönen, Sebastian Vettel (jeweils drei), Fernando Alonso, Valtteri Bottas, Jenson Button, Grosjean, Hamilton, Daniil Kwjat, Felipe Nasr und Sergio Pérez (jeweils zwei) gingen mit Strafpunkten ins Rennwochenende.
Mit Button (dreimal), Räikkönen, Hamilton (jeweils zweimal), Alonso, Vettel und Nico Rosberg (jeweils einmal) traten sechs ehemalige Sieger zu diesem Grand Prix an.
Als Rennkommissare fungierten Steve Chopping (AUS), Martin Donnelly (GBR), Gerd Ennser (DEU) und Vincenzo Spano (VEN).

### Training
Im ersten freien Training erzielte Hamilton die Bestzeit in 1:29,725 Minuten vor Kwjat und Daniel Ricciardo. Das Training begann bei Regen, danach trocknete die Strecke ab, sodass die Piloten mit Trockenreifen fuhren. Wenige Minuten vor dem Ende begann es erneut zu regnen. Da für das Qualifying und das Rennen trockene Bedingungen vorausgesagt waren, drehten viele Fahrer nur wenige Runden, Carlos Sainz jr. und Vettel fuhren gar keine gezeitete Runde. Mehrere Fahrer drehten sich oder kamen von der Strecke ab, jedoch ohne die Fahrzeuge zu beschädigen.
Auch im zweiten freien Training war Hamilton mit einer Rundenzeit von 1:38,841 Minuten Schnellster vor Hülkenberg und Räikkönen. Erneut fand das Training bei Nässe statt, die Strecke trocknete jedoch im Gegensatz zum ersten freien Training nie so weit ab, dass die Fahrer Trockenreifen verwendeten. Ericsson, Nasr und Verstappen verzichteten daher ganz auf eine Teilnahme am Training, auch Bottas, Magnussen, Felipe Massa und Palmer fuhren keine einzige gezeitete Runde. Vettel sprach nach dem Training von „verschwendeter Zeit“. Lediglich die Manor-Piloten Haryanto und Wehrlein legten mehr als 20 Runden zurück. Rosberg rutschte nach einem Fahrfehler in die Streckenbegrenzung und beschädigte den Frontflügel und die Nase seines Wagens. Zunächst versuchte er, aus eigener Kraft in die Box zurückzufahren, stellte das Fahrzeug dann aber auf Anweisung seines Teams am Streckenrand ab.
Im dritten freien Training fuhr Hamilton in 1:25,624 Minuten die Bestzeit vor Rosberg und Vettel. Haryanto kollidierte beim Verlassen seiner Box mit dem herannahenden Grosjean. Haryanto erhielt eine Startplatzstrafe in Höhe von drei Plätzen sowie zwei Strafpunkte.

### Qualifying
Das Qualifying bestand aus drei Teilen mit einer Nettolaufzeit von 45 Minuten. Im ersten Qualifying-Segment (Q1) hatten die Fahrer 16 Minuten Zeit, um sich für das Rennen zu qualifizieren. Alle Fahrer, die im ersten Abschnitt eine Zeit erzielten, die maximal 107 Prozent der schnellsten Rundenzeit betrug, qualifizierten sich für den Grand Prix. Nach sieben Minuten schied der erste Pilot aus, dann im Abstand von 90 Sekunden jeweils ein weiterer. Hamilton war Schnellster. Die Manor- und Haas-Fahrer, Kwjat und beide Sauber-Piloten schieden aus. Gutiérrez fuhr zwar eine Rundenzeit, mit der er sich unter den ersten Fünf platziert hätte, jedoch liefen die 90 Sekunden vorher ab.
Der zweite Abschnitt (Q2) dauerte 15 Minuten. Die schnellsten acht Piloten qualifizierten sich für den dritten Teil des Qualifyings. Nach sechs Minuten schied der erste Pilot aus, dann im Abstand von 90 Sekunden jeweils ein weiterer. Hamilton war erneut Schnellster. Die Renault- und McLaren-Fahrer, Bottas und die Force-India-Piloten schieden aus.
Der finale Abschnitt (Q3) ging über eine Zeit von 14 Minuten, in denen die ersten acht Startpositionen vergeben wurden. Hier schied nach fünf Minuten der erste Fahrer aus, erneut im Abstand von 90 Sekunden jeweils ein weiterer. In den letzten Minuten des dritten Abschnittes blieb die Strecke jedoch leer, da alle Fahrer die ihnen zur Verfügung stehenden Reifensätze aufgebraucht hatten. Hamilton fuhr die Bestzeit vor Rosberg und Vettel. Es war die 50. Pole-Position für Hamilton, davon die fünfte beim Großen Preis von Australien.
Bottas wurde nach dem Qualifying um fünf Startplätze nach hinten versetzt, da bei seinem Williams das Getriebe gewechselt wurde.
Nachdem sich das Qualifyingformat nach Meinung von Fahrern, Teamchefs, Medienvertretern und Fans als ungeeignet herausstellte, entschieden die Teamverantwortlichen noch vor dem Rennstart einstimmig, der Formel-1-Kommission zu empfehlen, ab dem Großen Preis von Bahrain wieder das Qualifyingformat der Vorsaison zu verwenden.

### Rennen
Am Ende der Einführungsrunde blieb Kwjat auf der Start-Ziel-Geraden stehen, der Start wurde abgebrochen und eine zweite Einführungsrunde gefahren. Hierdurch verkürzte sich die Renndistanz um eine Runde auf 57 Runden. Der Wagen von Kwjat wurde in die Boxengasse geschoben, es gelang Red Bull aber nicht, das Fahrzeug wieder auf die Strecke zu schicken.
Vettel startete am besten und ging in Führung. In der ersten Kurve gab es eine Berührung zwischen Hamilton und Rosberg, Hamilton musste vom Gas gehen und fiel hinter Räikkönen, Verstappen und Massa auf den sechsten Platz zurück. Räikkönen ging auch an Rosberg vorbei und lag auf dem zweiten Platz. Magnussen erlitt einen Reifenschaden und musste am Ende der ersten Runde zum Reifenwechsel an die Box kommen. Am Ende der ersten Runde führte Vettel vor Räikkönen, Rosberg, Verstappen, Massa, Hamilton, Sainz jr., Hülkenberg, Ricciardo und Alonso.
In der vierten Runde ging Hamilton an Massa vorbei und lag damit auf dem fünften Platz. Gutiérrez klagte am Boxenfunk über Motorenprobleme, er verlor rund zwanzig Sekunden und fiel auf den vorletzten Platz zurück, hinter ihm lag nur noch der bereits überrundete Magnussen.
Sainz jr. ging als erster Fahrer zum Reifenwechsel an die Box, Ricciardo ging kurz nacheinander an Hülkenberg und Massa vorbei. Rosberg kam in der zwölften Runde an die Box und wechselte auf die mittlere der drei Reifenmischungen. Vettel und Verstappen fuhren eine Runde später an die Box, Vettel wechselte erneut auf die weicheste Mischung und kam unmittelbar vor Rosberg auf die Strecke zurück. Räikkönen führte unterdessen vor Hamilton, beide fuhren jedoch rund vier Sekunden pro Runde langsamer als Vettel und Rosberg. Vettel überholte Hamilton eine Runde später, auch Rosberg griff ihn an. Hamilton fuhr am Ende der Runde in die Box und wechselte auf die härteste Reifenmischung.
In Runde 17 kam es bei einem Angriff von Alonso auf Gutiérrez zu einer Berührung der beiden Fahrzeuge, Alonsos McLaren schlug in die Streckenbegrenzung ein und überschlug sich im Kiesbett. Dabei wurde der Wagen nahezu vollständig zerstört, auch Gutiérrez drehte sich ins Kiesbett und schied aus. Zur Bergung der beiden Fahrzeuge wurde zunächst das Safety-Car auf die Strecke geschickt, das Rennen zwei Runden später dann aber mit der roten Flagge unterbrochen. Alonso schaffte es, sein Fahrzeug aus eigener Kraft zu verlassen. Bei dem Unfall wirkten auf ihn Kräfte in Höhe von 47g, er zog sich dabei eine Rippenfraktur zu und erlitt als Folge dessen einen Pneumothorax. Er fiel für das nächste Rennen aus.
Während der Unterbrechung wechselte Rosberg auf die härteste Reifenmischung, die Ferrari-Piloten blieben auf der weichesten Mischung. Haryanto schied wegen eines technischen Problems aus. Beim Restart blieben die Positionen unverändert, Vettel führte vor Rosberg, Räikkönen, Ricciardo, Verstappen, Sainz jr., Hamilton, Massa, Grosjean und Bottas.
Zwei Runden später fuhr Räikkönen, bei dem es eine starke Rauchentwicklung gab und Flammen aus der Airbox schlugen, an die Box und stellte seinen Ferrari ab. Ericsson erhielt eine Durchfahrtstrafe, da seine Mechaniker vor dem Restart nach dem 15-Sekunden-Signal noch am Fahrzeug gearbeitet hatten.
Vettel gelang es an der Spitze, sich von Rosberg abzusetzen. Hamilton setzte Sainz unter Druck, kam jedoch nicht vorbei, bis Sainz und kurz darauf auch Verstappen zum Reifenwechsel an die Box kamen. Bei Verstappens Boxenstopp lagen die neuen Reifen noch nicht bereit, so dass Verstappen hinter Sainz jr. zurückfiel. Nach einigen Runden ließen Vettels Reifen nach, so dass Rosberg wieder aufholte. Hamilton, der nun freie Fahrt hatte, holte mehr als eine Sekunde pro Runde auf Vettel auf.
In Runde 35 fuhr Vettel an die Box und wechselte auf die mittlere Reifenmischung. Beim Boxenstopp hatten die Mechaniker Probleme beim linken Vorderrad, so dass der Boxenstopp etwa zwei Sekunden länger dauerte als sonst. Vettel fiel hinter Rosberg, Ricciardo und Hamilton auf den vierten Platz zurück. Grosjean lag unterdessen vor Hülkenberg und Bottas, denen es nicht gelang, einen Angriff zu setzen. Ericsson erlitt ein technisches Problem und fuhr in langsamer Fahrt an die Box zurück, wo er das Fahrzeug abstellte.
Hamilton schloss auf Ricciardo auf und ging in Runde 42 vorbei, eine Runde später wechselte Ricciardo auf die weicheste Reifenmischung und fiel hinter Vettel und Massa zurück. Sainz jr. und Verstappen gingen kurz nacheinander an Palmer vorbei und lagen nun beide wieder in den Punkterängen. In Runde 46 überholte Ricciardo Massa, anschließend fuhr er mehrfach hintereinander die schnellste Runde des Rennens.
Rosberg fuhr ungefährdet an der Spitze, Vettel verkürzte den Rückstand auf Hamilton und setzte ihn unter Druck. Im Kampf um Platz neun kollidierte Verstappen mit Sainz jr. und drehte sich, beide fuhren jedoch weiter. Vettel verbremste sich in der 55. Runde und musste durch die Auslaufzone fahren, er verlor mehrere Sekunden.
Rosberg gewann das Rennen vor Hamilton und Vettel. Es war saisonübergreifend der vierte Sieg für Rosberg in Folge. Die restlichen Punkteplatzierungen belegten Ricciardo, Massa, Grosjean, Hülkenberg, Bottas, Sainz jr. und Verstappen. Grosjean hatte nur während der Rennunterbrechung seine Reifen gewechselt und war ohne Boxenstopp das Rennen zu Ende gefahren und erzielte somit im Debütrennen des Haas-Teams die ersten Punkte, einem vollkommen neuen Team war dies zuletzt Toyota beim Großen Preis von Australien 2002 gelungen.
In der Fahrerwertung entsprach die Reihenfolge dem Rennergebnis, in der Konstrukteurswertung lag Mercedes vor Ferrari und Williams.
Nach dem Rennen konnten Fans auf der offiziellen Internetseite der Formel 1 erstmals über die beste fahrerische Leistung des Rennens abstimmen. Die Driver of the Day Award genannte Auszeichnung ging an Grosjean.

## Meldeliste
| Team                          | Nr. | Fahrer            | Chassis                | Motor                       | Reifen |
| ----------------------------- | --- | ----------------- | ---------------------- | --------------------------- | ------ |
| Mercedes AMG Petronas F1 Team | 44  | Lewis Hamilton    | Mercedes F1 W07 Hybrid | Mercedes-Benz PU106C Hybrid | P      |
| Mercedes AMG Petronas F1 Team | 06  | Nico Rosberg      | Mercedes F1 W07 Hybrid | Mercedes-Benz PU106C Hybrid | P      |
| Scuderia Ferrari              | 05  | Sebastian Vettel  | Ferrari SF16-H         | Ferrari 059/5               | P      |
| Scuderia Ferrari              | 07  | Kimi Räikkönen    | Ferrari SF16-H         | Ferrari 059/5               | P      |
| Williams Martini Racing       | 19  | Felipe Massa      | Williams FW38          | Mercedes-Benz PU106C Hybrid | P      |
| Williams Martini Racing       | 77  | Valtteri Bottas   | Williams FW38          | Mercedes-Benz PU106C Hybrid | P      |
| Red Bull Racing               | 03  | Daniel Ricciardo  | Red Bull RB12          | TAG Heuer                   | P      |
| Red Bull Racing               | 26  | Daniil Kwjat      | Red Bull RB12          | TAG Heuer                   | P      |
| Sahara Force India F1 Team    | 27  | Nico Hülkenberg   | Force India VJM09      | Mercedes-Benz PU106C Hybrid | P      |
| Sahara Force India F1 Team    | 11  | Sergio Pérez      | Force India VJM09      | Mercedes-Benz PU106C Hybrid | P      |
| Renault Sport F1 Team         | 20  | Kevin Magnussen   | Renault R.S.16         | Renault Energy F1 2016      | P      |
| Renault Sport F1 Team         | 30  | Jolyon Palmer     | Renault R.S.16         | Renault Energy F1 2016      | P      |
| Scuderia Toro Rosso           | 33  | Max Verstappen    | Toro Rosso STR11       | Ferrari 059/4               | P      |
| Scuderia Toro Rosso           | 55  | Carlos Sainz jr.  | Toro Rosso STR11       | Ferrari 059/4               | P      |
| Sauber F1 Team                | 09  | Marcus Ericsson   | Sauber C35             | Ferrari 059/5               | P      |
| Sauber F1 Team                | 12  | Felipe Nasr       | Sauber C35             | Ferrari 059/5               | P      |
| McLaren Honda                 | 14  | Fernando Alonso   | McLaren MP4-31         | Honda RA616H                | P      |
| McLaren Honda                 | 22  | Jenson Button     | McLaren MP4-31         | Honda RA616H                | P      |
| Manor Racing MRT              | 94  | Pascal Wehrlein   | Manor MRT05            | Mercedes-Benz PU106C Hybrid | P      |
| Manor Racing MRT              | 88  | Rio Haryanto      | Manor MRT05            | Mercedes-Benz PU106C Hybrid | P      |
| Haas F1 Team                  | 08  | Romain Grosjean   | Haas VF-16             | Ferrari 059/5               | P      |
| Haas F1 Team                  | 21  | Esteban Gutiérrez | Haas VF-16             | Ferrari 059/5               | P      |

## Klassifikationen

### Qualifying
| Pos.                                                                      | Fahrer            | Konstrukteur         | Q1       | Q2       | Q3       | Start |
| ------------------------------------------------------------------------- | ----------------- | -------------------- | -------- | -------- | -------- | ----- |
| 01                                                                        | Lewis Hamilton    | Mercedes             | 1:25,351 | 1:24,605 | 1:23,837 | 01    |
| 02                                                                        | Nico Rosberg      | Mercedes             | 1:26,934 | 1:24,796 | 1:24,197 | 02    |
| 03                                                                        | Sebastian Vettel  | Ferrari              | 1:26,945 | 1:25,257 | 1:24,675 | 03    |
| 04                                                                        | Kimi Räikkönen    | Ferrari              | 1:26,579 | 1:25,615 | 1:25,033 | 04    |
| 05                                                                        | Max Verstappen    | Toro Rosso-Ferrari   | 1:26,934 | 1:25,615 | 1:25,434 | 05    |
| 06                                                                        | Felipe Massa      | Williams-Mercedes    | 1:25,918 | 1:25,644 | 1:25,458 | 06    |
| 07                                                                        | Carlos Sainz jr.  | Toro Rosso-Ferrari   | 1:27,057 | 1:25,384 | 1:25,582 | 07    |
| 08                                                                        | Daniel Ricciardo  | Red Bull-TAG Heuer   | 1:26,945 | 1:25,599 | 1:25,589 | 08    |
| 09                                                                        | Sergio Pérez      | Force India-Mercedes | 1:26,607 | 1:25,753 | –        | 09    |
| 10                                                                        | Nico Hülkenberg   | Force India-Mercedes | 1:26,550 | 1:25,865 | –        | 10    |
| 11                                                                        | Valtteri Bottas   | Williams-Mercedes    | 1:27,135 | 1:25,961 | –        | 16    |
| 12                                                                        | Fernando Alonso   | McLaren-Honda        | 1:26,537 | 1:26,125 | –        | 11    |
| 13                                                                        | Jenson Button     | McLaren-Honda        | 1:26,740 | 1:26,304 | –        | 12    |
| 14                                                                        | Jolyon Palmer     | Renault              | 1:27,241 | 1:27,601 | –        | 13    |
| 15                                                                        | Kevin Magnussen   | Renault              | 1:27,297 | 1:27,742 | –        | 14    |
| 16                                                                        | Marcus Ericsson   | Sauber-Ferrari       | 1:27,435 | –        | –        | 15    |
| 17                                                                        | Felipe Nasr       | Sauber-Ferrari       | 1:27,958 | –        | –        | 17    |
| 18                                                                        | Daniil Kwjat      | Red Bull-TAG Heuer   | 1:28,006 | –        | –        | 18    |
| 19                                                                        | Romain Grosjean   | Haas-Ferrari         | 1:28,322 | –        | –        | 19    |
| 20                                                                        | Esteban Gutiérrez | Haas-Ferrari         | 1:29,606 | –        | –        | 20    |
| 21                                                                        | Rio Haryanto      | Manor-Mercedes       | 1:29,627 | –        | –        | 22    |
| 22                                                                        | Pascal Wehrlein   | Manor-Mercedes       | 1:29,642 | –        | –        | 21    |
| 107-Prozent-Zeit: 1:31,326 min (bezogen auf Q1-Bestzeit von 1:25,351 min) |                   |                      |          |          |          |       |

Anmerkungen
1. ↑  Bottas wurde wegen eines Getriebewechsels um fünf Startplätze nach hinten versetzt.
2. ↑  Haryanto wurde wegen des Verursachens einer Kollision im freien Training um drei Startplätze nach hinten versetzt.

### Rennen
| Pos. | Fahrer            | Konstrukteur         | Runden | Stopps | Zeit        | Start | Schnellste Runde |
| ---- | ----------------- | -------------------- | ------ | ------ | ----------- | ----- | ---------------- |
| 01   | Nico Rosberg      | Mercedes             | 57     | 2      | 1:48:15,565 | 02    | 1:30,557 (21.)   |
| 02   | Lewis Hamilton    | Mercedes             | 57     | 2      | + 8,060     | 01    | 1:30,646 (48.)   |
| 03   | Sebastian Vettel  | Ferrari              | 57     | 3      | + 9,643     | 03    | 1:29,951 (23.)   |
| 04   | Daniel Ricciardo  | Red Bull-TAG Heuer   | 57     | 3      | + 24,330    | 08    | 1:28,997 (49.)   |
| 05   | Felipe Massa      | Williams-Mercedes    | 57     | 2      | + 58,979    | 06    | 1:32,288 (39.)   |
| 06   | Romain Grosjean   | Haas-Ferrari         | 57     | 1      | + 1:12,081  | 19    | 1:32,862 (48.)   |
| 07   | Nico Hülkenberg   | Force India-Mercedes | 57     | 2      | + 1:14,199  | 10    | 1:32,833 (49.)   |
| 08   | Valtteri Bottas   | Williams-Mercedes    | 57     | 2      | + 1:15,153  | 16    | 1:32,725 (51.)   |
| 09   | Carlos Sainz jr.  | Toro Rosso-Ferrari   | 57     | 3      | + 1:15,680  | 07    | 1:31,671 (23.)   |
| 10   | Max Verstappen    | Toro Rosso-Ferrari   | 57     | 3      | + 1:16,833  | 05    | 1:31,516 (44.)   |
| 11   | Jolyon Palmer     | Renault              | 57     | 2      | + 1:23,399  | 13    | 1:32,955 (14.)   |
| 12   | Kevin Magnussen   | Renault              | 57     | 3      | + 1:25,606  | 14    | 1:32,452 (45.)   |
| 13   | Sergio Pérez      | Force India-Mercedes | 57     | 2      | + 1:31,699  | 09    | 1:32,780 (39.)   |
| 14   | Jenson Button     | McLaren-Honda        | 56     | 3      | + 1 Runde   | 12    | 1:31,684 (33.)   |
| 15   | Felipe Nasr       | Sauber-Ferrari       | 56     | 2      | + 1 Runde   | 17    | 1:32,771 (48.)   |
| 16   | Pascal Wehrlein   | Manor-Mercedes       | 56     | 3      | + 1 Runde   | 21    | 1:32,673 (34.)   |
| –    | Marcus Ericsson   | Sauber-Ferrari       | 38     | 3      | DNF         | 15    | 1:33,892 (15.)   |
| –    | Kimi Räikkönen    | Ferrari              | 21     | 2      | DNF         | 04    | 1:30,701 (21.)   |
| –    | Rio Haryanto      | Manor-Mercedes       | 17     | 1      | DNF         | 22    | 1:33,847 (15.)   |
| –    | Esteban Gutiérrez | Haas-Ferrari         | 16     | 0      | DNF         | 20    | 1:32,998 (04.)   |
| –    | Fernando Alonso   | McLaren-Honda        | 16     | 1      | DNF         | 11    | 1:32,553 (14.)   |
| DNS  | Daniil Kwjat      | Red Bull-TAG Heuer   | –      | –      | –           | 18    | –                |

Anmerkungen
1. 1 2 3 4 5 6 7 8 9 10 11 12 13 14 15 16 17 18 19  Die FIA wertete das Anhalten des kompletten Starterfeldes in der Boxengasse während der Rennunterbrechung als Boxenstopp

## WM-Stände nach dem Rennen
Die ersten zehn des Rennens bekamen 25, 18, 15, 12, 10, 8, 6, 4, 2 bzw. 1 Punkt(e).

### Fahrerwertung
| Pos. | Fahrer           | Konstrukteur         | Punkte |
| ---- | ---------------- | -------------------- | ------ |
| 01   | Nico Rosberg     | Mercedes             | 25     |
| 02   | Lewis Hamilton   | Mercedes             | 18     |
| 03   | Sebastian Vettel | Ferrari              | 15     |
| 04   | Daniel Ricciardo | Red Bull-TAG Heuer   | 12     |
| 05   | Felipe Massa     | Williams-Mercedes    | 10     |
| 06   | Romain Grosjean  | Haas-Ferrari         | 8      |
| 07   | Nico Hülkenberg  | Force India-Mercedes | 6      |
| 08   | Valtteri Bottas  | Williams-Mercedes    | 4      |
| 09   | Carlos Sainz jr. | Toro Rosso-Ferrari   | 2      |
| 10   | Max Verstappen   | Toro Rosso-Ferrari   | 1      |
| 11   | Jolyon Palmer    | Renault              | 0      |

| Pos. | Fahrer            | Konstrukteur         | Punkte |
| ---- | ----------------- | -------------------- | ------ |
| 12   | Kevin Magnussen   | Renault              | 0      |
| 13   | Sergio Pérez      | Force India-Mercedes | 0      |
| 14   | Jenson Button     | McLaren-Honda        | 0      |
| 15   | Felipe Nasr       | Sauber-Ferrari       | 0      |
| 16   | Pascal Wehrlein   | Manor-Mercedes       | 0      |
| –    | Marcus Ericsson   | Sauber-Ferrari       | 0      |
| –    | Kimi Räikkönen    | Ferrari              | 0      |
| –    | Rio Haryanto      | Manor-Mercedes       | 0      |
| –    | Fernando Alonso   | McLaren-Honda        | 0      |
| –    | Esteban Gutiérrez | Haas-Ferrari         | 0      |
| –    | Daniil Kwjat      | Red Bull-TAG Heuer   | 0      |

### Konstrukteurswertung
| Pos. | Konstrukteur         | Punkte |
| ---- | -------------------- | ------ |
| 1    | Mercedes             | 43     |
| 2    | Ferrari              | 15     |
| 3    | Williams-Mercedes    | 14     |
| 4    | Red Bull-TAG Heuer   | 12     |
| 5    | Haas-Ferrari         | 8      |
| 6    | Force India-Mercedes | 6      |

| Pos. | Konstrukteur       | Punkte |
| ---- | ------------------ | ------ |
| 07   | Toro Rosso-Ferrari | 3      |
| 08   | Renault            | 0      |
| 09   | McLaren-Honda      | 0      |
| 10   | Sauber-Ferrari     | 0      |
| 11   | Manor-Mercedes     | 0      |